# جوهانس إس. أندرسن
جوهانس إس. أندرسن (بالنرويجية البوكمول: Johannes S. Andersen)‏ هو مقاوم نرويجي، ولد في 9 يوليو 1898 في أوسلو في النرويج، وتوفي في 29 يوليو 1970.